# کارملو گونزالس (بازیکن فوتبال)
کارملو گونزالس (انگلیسی: Carmelo González؛ زادهٔ ۹ ژوئیهٔ ۱۹۸۳) بازیکن فوتبال اهل اسپانیا است.
از باشگاه‌هایی که در آن بازی کرده‌است می‌توان به باشگاه فوتبال هرکولس، باشگاه فوتبال بوریرام یونایتد، باشگاه فوتبال نومانسیا، باشگاه فوتبال لوانته، باشگاه فوتبال لاس پالماس، باشگاه فوتبال اسپورتینگ خیخون، و باشگاه فوتبال الاتحاد کلبا اشاره کرد.
وی همچنین در تیم‌های ملی فوتبال زیر ۱۶ سال اسپانیا، زیر ۱۷ سال اسپانیا، زیر ۱۹ سال اسپانیا، زیر ۲۰ سال اسپانیا، و زیر ۲۱ سال اسپانیا بازی کرده‌است.